# Joseph Xaver von Richterich
Joseph Xaver von Richterich (getauft 30. März 1719 in Aachen; † 22. Juni 1786 ebenda) war Schöffe und Bürgermeister der Reichsstadt Aachen.

## Leben
Joseph Xaver von Richterich wurde am 30. März 1719 in Aachen getauft, was nach damaliger Gepflogenheit kurz nach der Geburt erfolgte. Sein Vater war der Schöffe und mehrmalige Bürgermeister Johann Theodor Richterich (1650–1728), seine Mutter dessen dritte Frau Maria Elisabeth, geb. Ossemans. 
Sein Studium der Rechte schloss Joseph Xaver mit dem Lizentiat ab. Wann er Schöffe wurde, ist nicht bekannt. 1747 trat er in die Sternzunft ein, die in Aachen die Standesvertretung der Schöffen war, 1749 ist er erstmals urkundlich als Schöffe bezeugt. Er wurde mehrmals in den Großen Rat gewählt und war zwischen 1757 und 1786 fünfzehnmal Schöffenbürgermeister, von 1757 bis 1768 im jährlichen Wechsel mit Alexander Theodor von Oliva, anschließend bis 1786 im jährlichen Wechsel mit Johann Jakob von Wylre. 
Joseph Xaver von Richterich war unverheiratet. Am 22. Juni 1786 starb er in Aachen, am 24. Juni wurde er begraben.